# Oberleitungsbus Arnhem
| Oberleitungsbus Arnhem        | Oberleitungsbus Arnhem |
| ----------------------------- | ---------------------- |
| Aktuelles Streckennetz (2016) |                        |
| Streckenlänge:                | ~ 75 km                |
| Stromsystem:                  | 600 V =                |
|                               |                        |
| Betreiber:                    | Hermes („breng“)       |
| Eröffnung:                    | 5. September 1949      |
| Linien:                       | 7                      |
| Fahrzeuge:                    | 50                     |

Der Oberleitungsbus Arnhem (niederländisch Arnhemse trolleybus) ist der Oberleitungsbus-Betrieb der Stadt Arnhem (deutsch Arnheim) in der Provinz Gelderland. Er besteht aus sechs städtischen und einer regionalen Buslinie.
Das Netz wird seit Dezember 2012 von der Verkehrsgesellschaft Hermes betrieben, Tochter von Connexxion, was wiederum zum deutsch-französischen Konzern Transdev gehört. Der Busverkehr in der Region Arnhem-Nijmegen wird unter dem Namen breng vermarktet, die städtischen Oberleitungsbuslinien als brengtrolley. Die Regionalbuslinie 352 fällt unter die Marke comfortRRReis, ab Juni 2026 werden mit der neuen Konzession auch die städtischen Linien zu RRReis.
Das Arnhemer Netz ist heute der einzige Oberleitungsbus-Betrieb in den Niederlanden, weitere Obus-Betriebe existierten früher von 1927 bis 1965 in Groningen und von 1952 bis 1969 in Nijmegen.

## Liniennetz

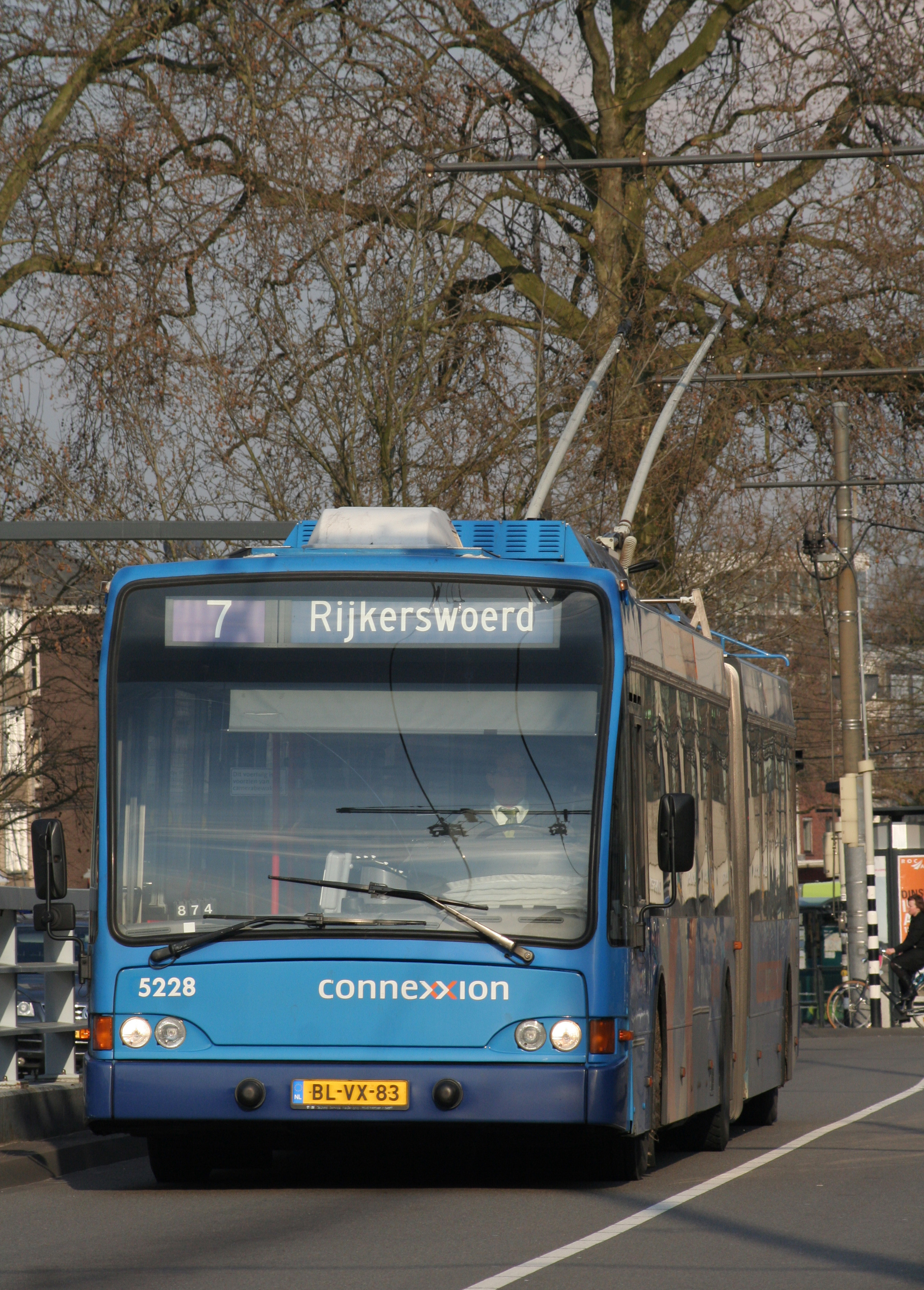
Ein Berkhof-Gelenktrolleybus auf Linie 7. Bei den älteren Fahrzeugen wurden die Liniennummern im Display farbig dargestellt

Heute verkehren in Arnhem sieben Linien mit einer kumulierten Länge von fast 75 Kilometern:
| Linie | Strecke | Takt        | Fahrzeit    |
| ----- | --- | ----------- | ----------- |
| 1     | De Laar West – Station Zuid – Elderveld – Nelson Mandelabrug – Centraal Station – Velperplein – Station Velperpoort – Plattenburg – Velp                           | 15 / 15 Min | 18 / 18 Min |
| 2     | Centraal Station – Velperplein – Stadstheater – John Frostbrug – WKC Kronenburg – Poli Zuid – De Laar West                                                         | 15 / 30 Min | 28 / 29 Min |
| 3     | Burgers’ Zoo – Openluchtmuseum – Ziekenhuis Rijnstate – Centraal Station – Velperplein – John Frostbrug – Malburgen Oost – Immerloo – Het Duifje                   | 15 / 15 Min | 46 / 47 Min |
| 5     | Schuytgraaf – Station Zuid – Elderveld – Nelson Mandelabrug – Centraal Station – Velperplein – Lange Wal – Presikhaaf                                              | 15 / 15 Min | 43 / 43 Min |
| 6     | Centraal Station – Velperplein – Lange Wal – Elsweide HAN | 15 / 15 Min | 43 / 43 Min |
| 7     | Rijkerswoerd – WKC Kronenburg – GelreDome – Nelson Mandelabrug – Centraal Station – Velperplein – Station Velperpoort – Angerenstein – Monnikenhuizen – Geitenkamp | 10 / 15 Min | 44 / 45 Min |
| 352   | Centraal Station – Arnhem Museum – Oosterbeek – Helsum – Renkum – Wageningen Busstation                                                                            | 10 / 15 Min | 37 / 33 Min |

Die Stammstrecke des Netzes bildet der nördliche Innenstadtring mit den Haltestellen Willemsplein und Velperplein, welcher abschnittsweise von allen O-Buslinien (außer 352) befahren wird. Das Gleiche gilt auch für den etwas abseits des Rings gelegenen Bahnhof Arnhem. Dieser bildet gleichzeitig den Ausgangspunkt der Linie 2, 6 und 352, was sie zu den Radiallinien im Netz macht. Die Durchmesserlinien 1, 3, 5 und 7 bedienen den Bahnhof in jeweils alle Fahrtrichtungen vom Stadtring aus mittels einer kurzen Stichfahrt. Der Rhein wird westlich der Innenstadt von den Linien 1, 5 und 7 über die Nelson-Mandela-Brücke und östlich von den Linien 2 und 3 über die John-Frost-Brücke überquert.

### Linie 1

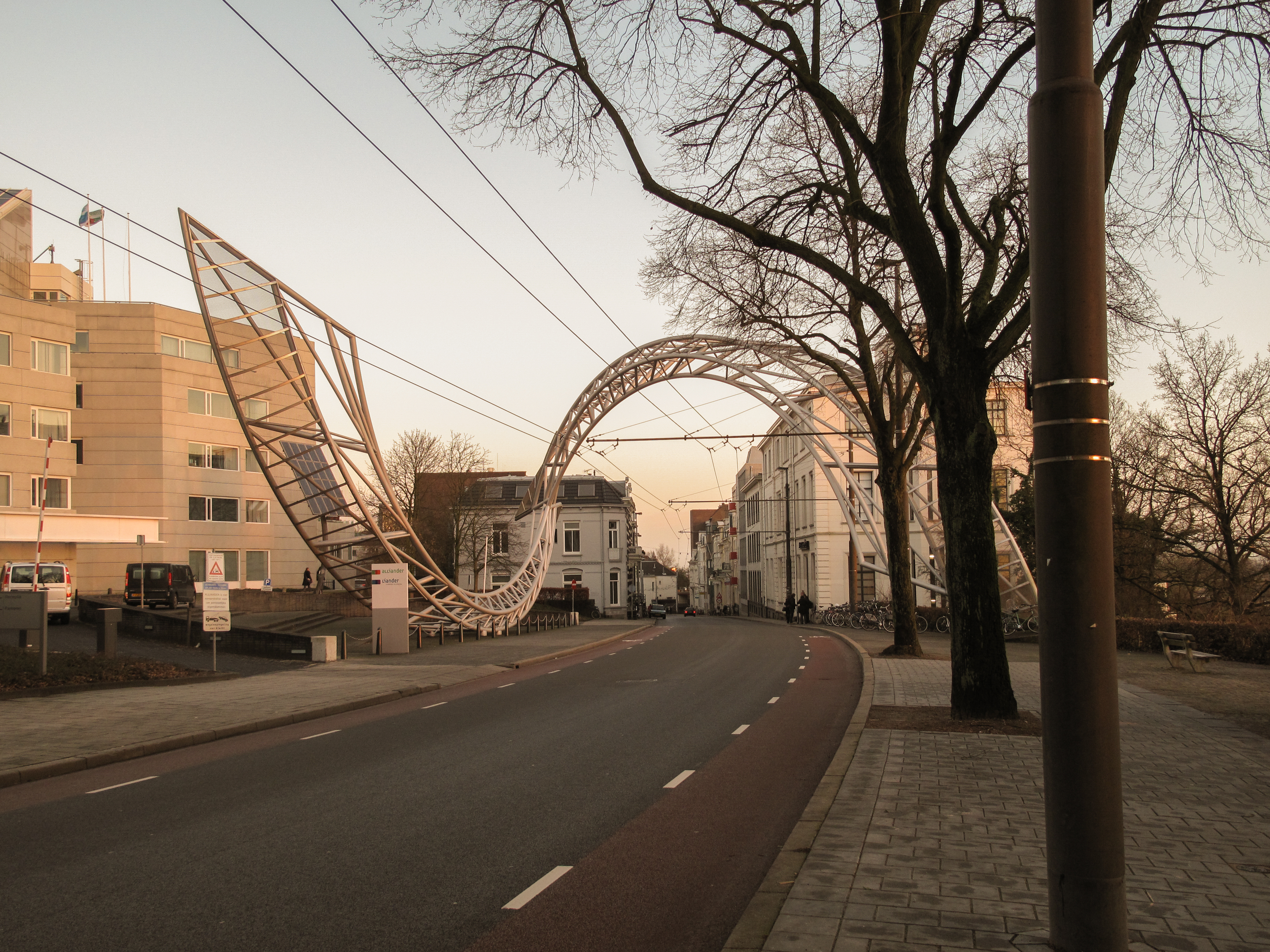
An der Haltestelle Gemeente Museum in Lombok überspannt ein Kunstwerk den nordwestlichen Streckenast der Linie 1

Östlich der Innenstadt erschließt die Linie 1 den in der Nachbargemeinde Rheden gelegenen Vorort Velp. Vom Bahnhof Arnhem aus überquert die Linie die Nelson Mandelabrug und zweigt in Malburgen West in Richtung Westen ab, wo sie gemeinsam mit der Linie 5 nach Elderveld und ab dort weiter bis zur Endhaltestelle De Laar West führt, wo sie auf die ebenfalls dort endende Linie 2 trifft.

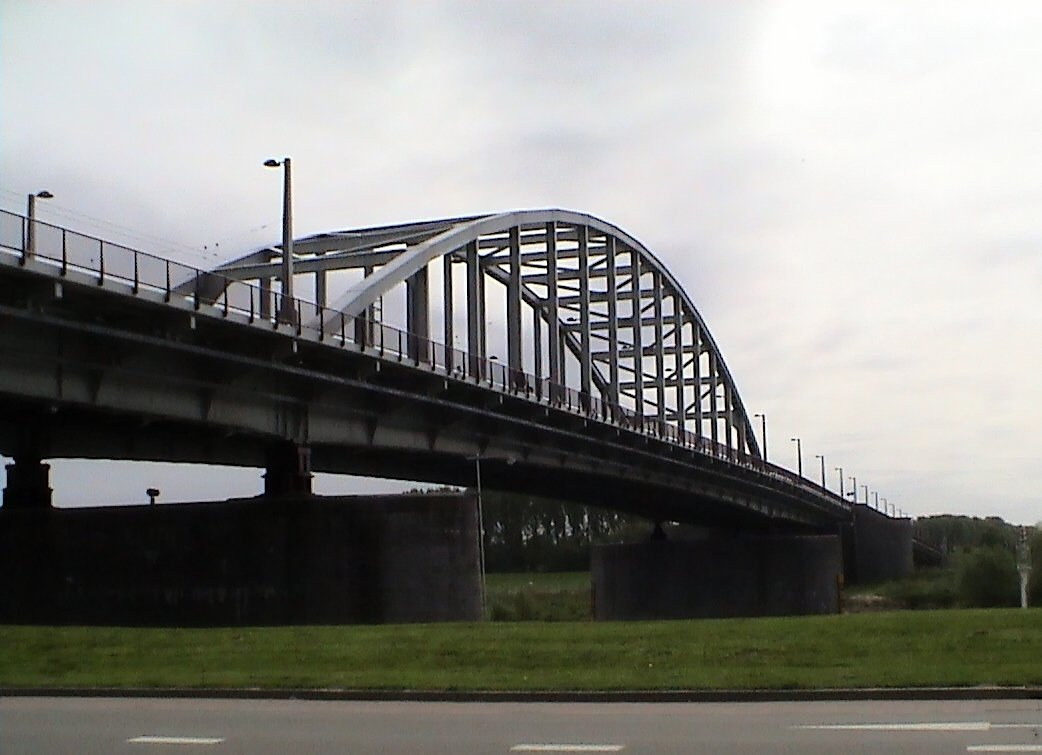
Die vierspurige John-Frost-Brücke ist eine von zwei Rheinquerungen im O-Busnetz

### Linie 2
Die Linie 2 beginnt wie die Linie 1 an der Haltestelle De Laar West, führt allerdings zunächst in Richtung Osten zum Industrieterrein Rijkerswoerd, wo sie auf die auf die Linie 7 nach Rijkerswoerd, und später auf die Linie 3 trifft. Die Linie führt über die John-Frost-Brücke zum Hauptbahnhof, wo sich die Endhaltestelle befindet.

### Linie 3
Auf dem nördlichen Streckenabschnitt der Linie 3 beginnt die Linie am Burgers’ Zoo. Die Verzweigung des Nordastes erfolgt kurz hinter der Haltestelle Oremusplein in Cranevelt, nordwestlich des Krankenhauses Rijnstate gelegen. Die Strecke in Richtung Burgers’ Zoo verläuft über den Kluizeweg nach Norden, während auf dem Rückweg über die rund 100 Meter westlich gelegene Eduard van Beinumlaan gefahren wird.
Südöstlich der Innenstadt überquert die Linie 3 den Rhein auf der John-Frost-Brücke. Über Huissenze- und Keizerstraat werden die im Stadtteil Malburgen gelegenen Viertel Groene Weide, Immerloo I und II und Het Duifje erschlossen.

### Linien 5 und 6
Die Linien 5 und 6 waren bis 2012 eine gemeinsame, als Linie 5 bezeichnete, Linie. Zum Fahrplanwechsel 2012/2013 wurden die Linien getrennt.
Ende 2010 wurde in Schuytgraaf eine große Häuserblockschleife in Schuytgraaf in Betrieb genommen, die von der Linie 5 befahren wird. Die Abzweigung von der bestehenden Strecke der Linie 6 (heute: 1) nach De Laar West erfolgt an der Haltestelle Hollandweg. Die Wendeschleife über die Straßen Minervasingel und Metamorfosenallee ist in beide Richtungen befahrbar und wird daher ausgehend von der Verzweigung hinter der Station Zuid abwechselnd rechts- und linksherum bedient. Ihren Endaufenthalt in Schuytgraaf nehmen die Obusse an der Haltestelle Koningskers.
Die Linie 5 überquert den Rhein zusammen mit den Linien 1 und 7 über die Nelson-Mandela-Brücke. Die Linie 6 beginnt seit 2023 an der Centraal Station, vorher bediente sie den Südast der heutigen Linie 1 nach De Laar West.
Der Nordast der Linien 5 und 6 verzweigt sich östlich des Winkelcentrum Presikhaaf. Die Linie 6 nach Elsweide HAN verläuft von hier aus auf der Straße Lange Water nach Norden. Auf der Linie 5 in Presikhaaf wurde eine kleine Blockumfahrung durch die Straßen Kinderkamp und Middachtensingel zugunsten einer etwas weiter südlich gelegenen Wendeschleife aufgegeben. Die stadtauswärts führende Oberleitung durch Kinderkamp wurde abgebaut und ebenfalls in den Middachtensingel verlegt.

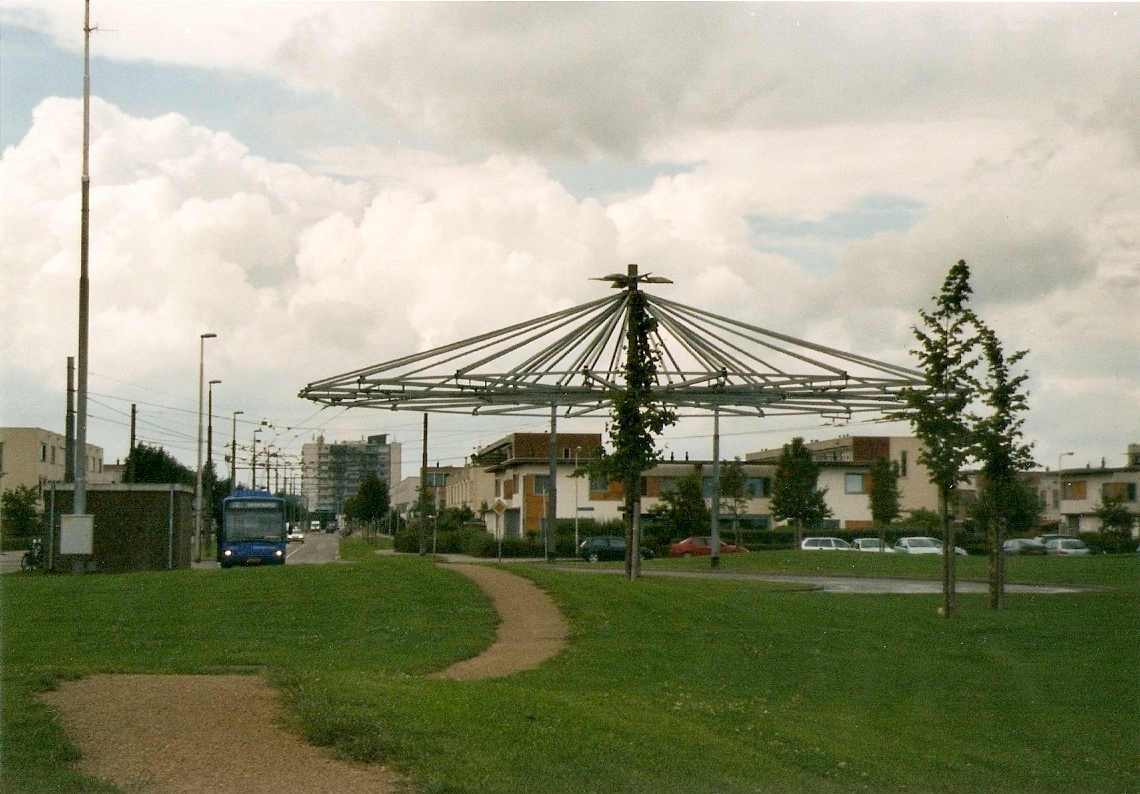
Die künstlerisch gestaltete Aufhängung der Fahrdrähte in der Wendeschleife Rijkerswoerd

### Linie 7
Die Linie 7 erschließt im Norden die Stadtteile Monnikenhuizen und Geitenkamp. Ausgehend von der Haltestelle Velperplein am Innenstadtring verläuft die Strecke zusammen mit der Linie 1 auf der Velperstraat nach Nordosten. Hinter dem Bahnhof Velperpoort verlässt die Linie 7 den gemeinsamen Streckenverlauf und zweigt auf den Raapopseweg ab. Nach kurzer Zeit wird der Roosendaalseweg erreicht, eine nach Nordosten führende Ausfallstraße. Hinter Monnikenhuizen zweigt die Strecke in Geitenkamp nach Nordwesten auf die Siedlungsstraßen Middenweg, Geitenkamp und Schuttersbergweg ab. Am Schuttersbergplein erreicht die Linie 7 ihren nördlichsten Punkt, bevor auf einem kleinen Platz am Ende der Sperwerstraat die Endstation erreicht wird.
Im Süden verlässt die Linie 7 gemeinsam mit den Linien 1 und 5 die Innenstadt über die Nelson-Mandela-Brücke, die über eine getrennte Busspur verfügt. Unweit des Stadions GelreDome zweigen die Linien 1 und 5 nach Westen ab, während die Linie 7 direkt nördlich am Stadion vorbeiführt. Am Winkelcentrum Kronenburg endet die Busspur und über die Straßen Burgemeester Matsersingel und Marga Klompélaan wird der Stadtteil Rijkerswoerd erreicht. Die gleichnamige Endhaltestelle befindet sich unweit der Bebauungsgrenze an der Ernest Hemingwaystraat. Die Aufhängung der Oberleitungen in der Wendeschleife ist in Form eines durchlässigen Baldachins künstlerisch gestaltet.

### Linie 352
Westlich der Innenstadt erschließt die Linie 352 das zwischen der Bahnstrecke Amsterdam–Arnhem und dem Rhein gelegene Stadtviertel Lombok, den Landschaftspark des Landgutes Mariëndaal und den in der Nachbargemeinde Renkum gelegenen Vorort Oosterbeek, wo der mit Oberleitungen elektrifizierte Abschnitt endet. Ab dort führt sie im Batterieantrieb über Doorwerth und Heelsum en Renkum nach Wageningen, wo sie am dortigen Busbahnhof endet. Der Oberleitungsbetrieb wurde auf der Linie 352 am 12. Mai 2024 aufgenommen.

## Geschichte

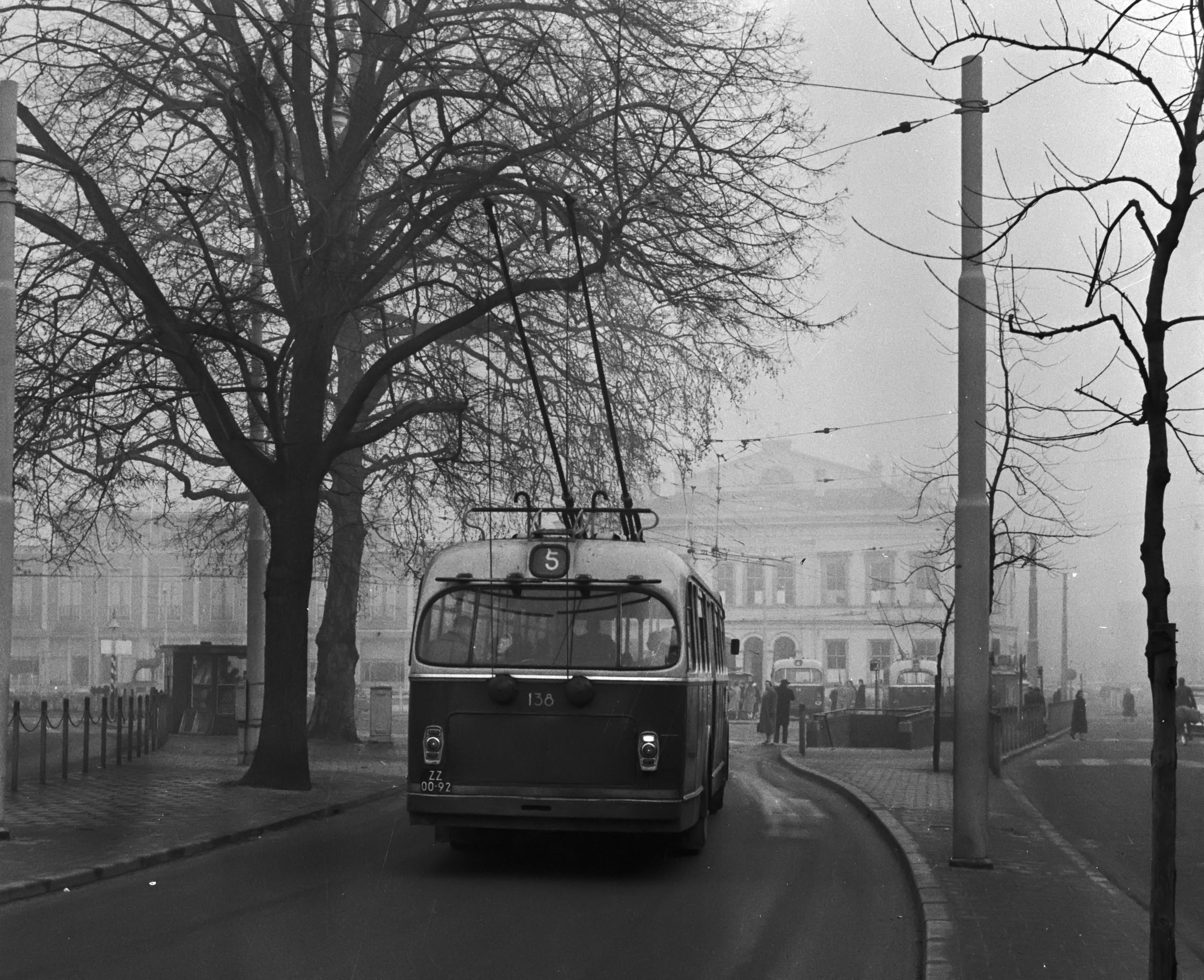
Wagen 138 im Einsatz auf Linie 5, Ende der 1950er-Jahre

In Arnhem wurde während des Zweiten Weltkrieges das Straßenbahndepot zerstört. Bereits zuvor gab es Pläne, den Straßenbahnbetrieb einzustellen und durch einen Obusbetrieb zu ersetzen. 1949 wurde zwischen Arnhem und Velp (Linie 1, später Linie 3) die erste Obuslinie eröffnet.
In den folgenden Jahren wurde das Netz um Strecken nach Oosterbeek (Linie 1), Geitenkamp (Linie 2), Hoogkamp (Linie 2), Alteveer (Linie 3), Malburgen (Linie 5, später Linie 3) und 't Broek (Linie 3, später Linie 5) erweitert. Zudem wurde auf dem zentralen Abschnitt der Linie 1 eine Verstärkerlinie 7 eingerichtet. Der Betrieb auf der Strecke nach Oosterbeek wurde 2021 eingestellt, allerdings 2024 mit der Umstellung der Buslinie 352 auf Oberleitungsbusbetrieb zum Teil wieder in Betrieb genommen.

## Zukunft

### Neue Konzession ab Juni 2026
Am 3. Juli 2025 gab die Provinz Gelderland bekannt, dass Transdev die Ausschreibung um die Konzession Arnhem-Nijmegen-Foodvalley gewonnen habe, die die aktuellen Konzessionen Arnhem-Nijmegen der ehemaligen Stadsregio Arnhem-Nijmegen, sowie die benachbarte Konzession Veluwe-Zuid ersetzt. Zum 1. Januar 2015 waren die Plusregios aufgelöst worden, und die ÖPNV-Aufgabenträgerschaft im Raum Arnhem-Nijmegen auf die Provinz übergegangen. Die Laufzeit der neuen Konzession beginnt am 28. Juni 2026 und endet im Juni 2036.
Die zehn Bestandsfahrzeuge des Typs Solaris Trollino 18 MetroStyle („Trolley 2.0“) fahren weiter, der gesamte restliche Fuhrpark wird zu Beginn der Konzession durch neue Oberleitungsbusse mit größerer Batterienkapazität („Trolley 2.1“) ausgetauscht.
Dadurch wird es möglich ohne Infrastrukturausbauten neben dem bestehenden Netz vier weitere Stadtbuslinien in Arnhem auf Oberleitungsbusbetrieb umzustellen. Die Gemeinden Ede, Heteren, Duiven und Westervoort werden neu ebenfalls mit Oberleitungsbussen bedient, auch kommt eine neue comfortRRReis-Linie hinzu, die Arnhem mit Elst und Nijmegen verbinden soll. Die bestehende comfortRRReis-Linie 352 wird über den WUR-Campus bis zum Bahnhof Ede-Wageningen verlängert.

### Reaktivierung der Strecke durch Malburgen und Vredenburg
Darüber hinaus existieren Überlegungen, die ehemalige O-Bus-Strecke durch Malburgen West, Vredenburg und Holthuizen wieder elektrisch zu betreiben und über Rijkerswoerd, De Laar Oost und West zum Bahnhof Arnhem Zuid zu verlängern. Damit könnte die aktuell mit Dieselfahrzeugen betriebene Linie 4 durch Oberleitungsbusse ersetzt werden. Die ehemaligen Oberleitungen in Malburgen, Vredenburg und Holthuizen existieren teilweise noch, müssten aber vermutlich erneuert werden. Im Bereich von De Laar ist ein Streckenneubau erforderlich. Am Bahnhof Zuid könnte die neue O-Bus-Linie den Ast Schuytgraaf von der heutigen Linie 5 übernehmen.

## Fuhrpark

### Aktuelle Fahrzeuge

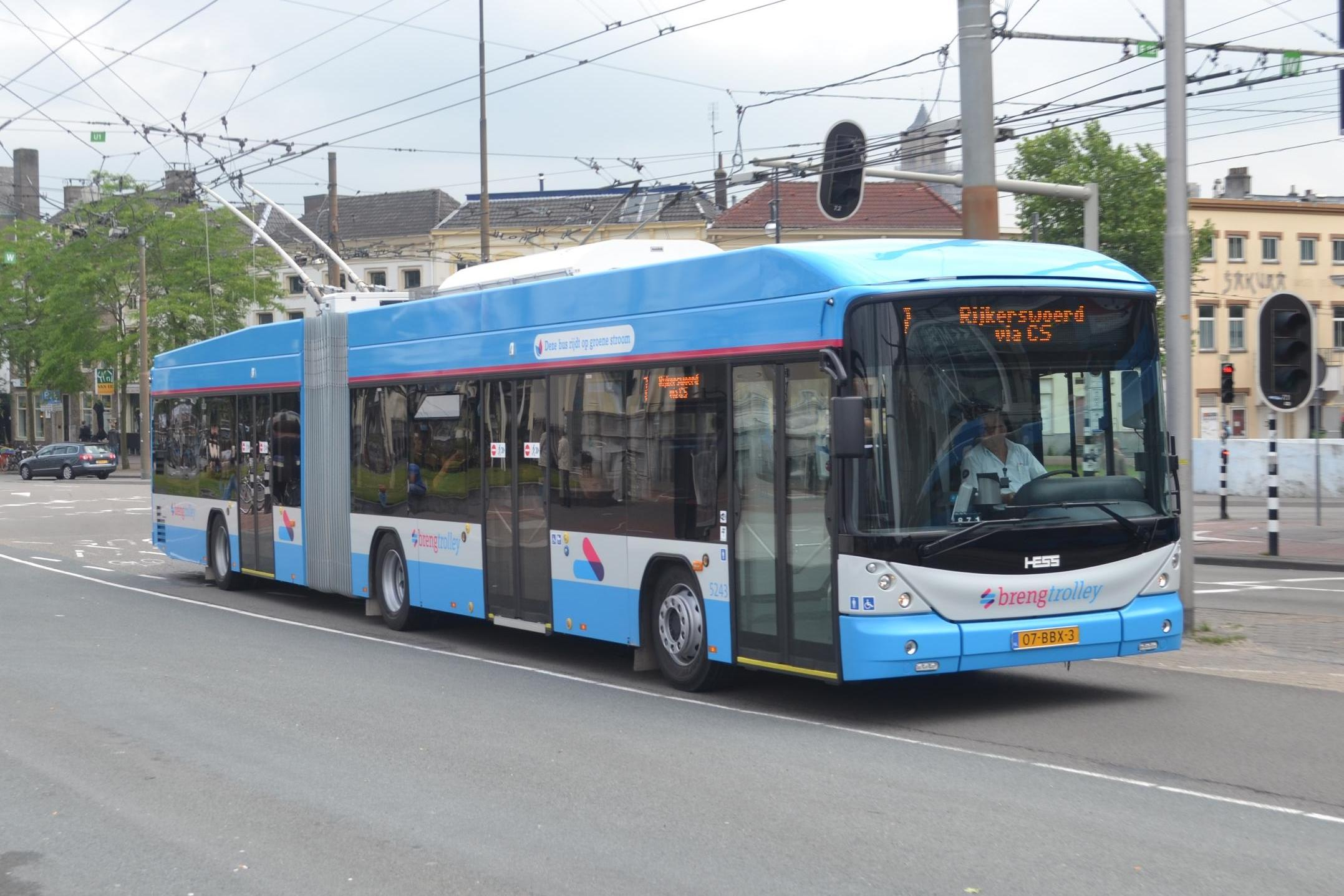
Swisstrolley 4 von Hess nahe dem Hauptbahnhof

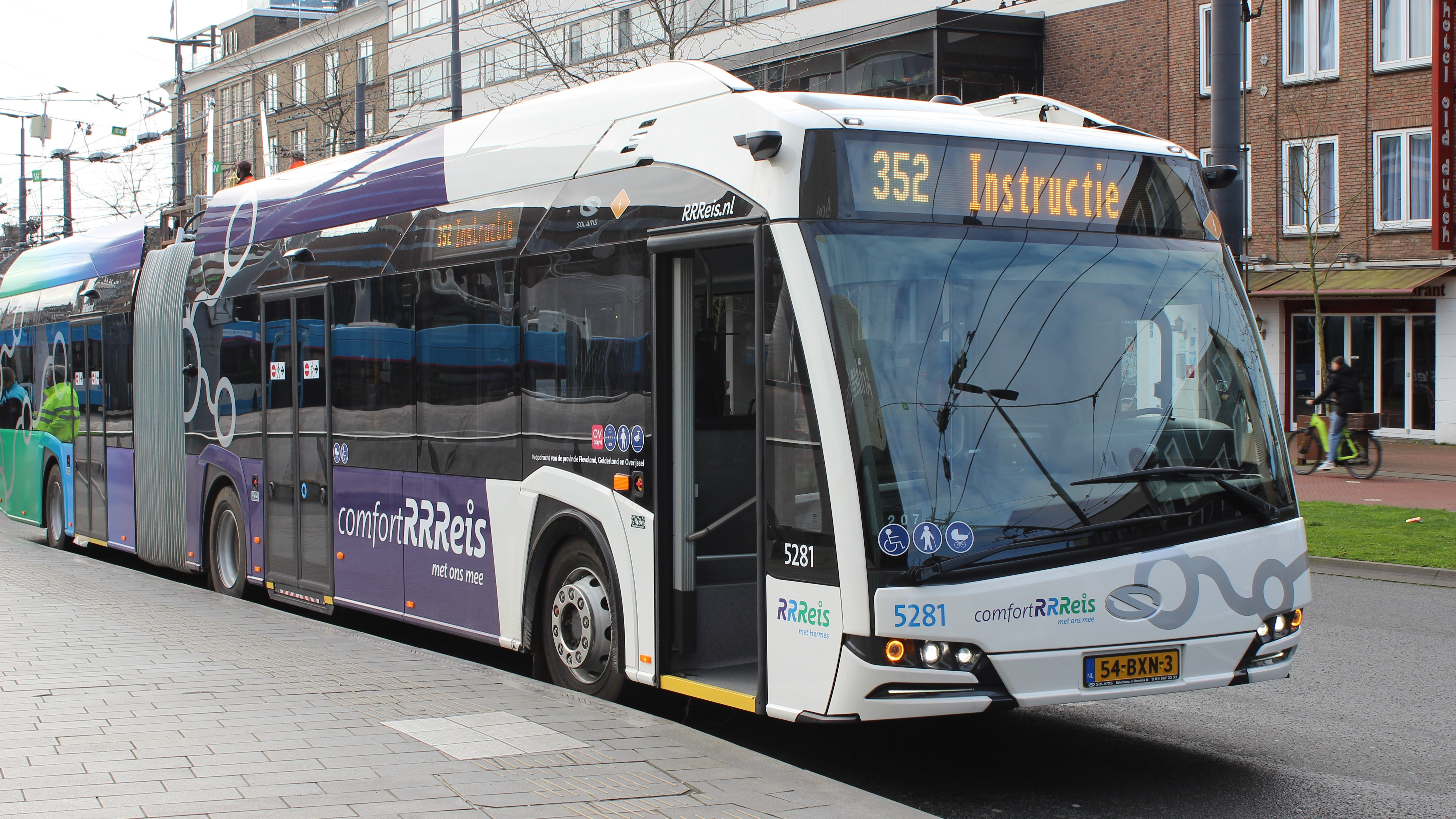
Solaris Trollino 18 MetroStyle der Linie 352 auf Testfahrt

Ende 2022 waren 40 Fahrzeuge in Arnhem unterwegs. Es handelte sich ausschließlich um Fahrzeuge des Herstellers Hess, Typ Swisstrolley, welche zwischen 2009 und 2017 in Betrieb gingen. Allein im Jahr 2013 wurden 17 Swisstrolleys eingestellt.
Für die seit 2024 mit Obussen bediente Linie 352 wurden zehn Gelenk-Obusse des Typs Trollino 18 MetroStyle („Trolley 2.0“) bei Solaris bestellt. Sie leisten 240 kW und sind mit unter Oberleitung aufladbaren Batterien (90 kWh) ausgerüstet.
Mit Stand 2025 sind folgende 50 Fahrzeuge im Bestand, welche alle niederflurige Gelenkwagen sind:
| Nummern   | Anzahl | Hersteller       | Elektrik | Typ                    | Baujahre  | Anmerkungen                      |
| --------- | ------ | ---------------- | -------- | ---------------------- | --------- | -------------------------------- |
| 5234–5242 | 09     | Carrosserie Hess | Kiepe    | Swisstrolley 3         | 2009      |                                  |
| 5243–5273 | 31     | Carrosserie Hess | Kiepe    | Swisstrolley 4         | 2013–2017 |                                  |
| 5275–5284 | 10     | Solaris          | Medcom   | Trollino 18 MetroStyle | 2023      | mit zusätzlichen Batterieantrieb |

### Historische Fahrzeuge
Darüber hinaus existieren noch sechs historische Oberleitungsbusse in Arnhem. Der erste Arnhemer O-Bus mit der Nummer 101 (1949) befindet sich im Besitz von Connexxion und wird regelmäßig für Sonderfahrten eingesetzt. Die fünf weiteren Wagen 139 (1956), 128 (1974), 158 (1984), 5180 (1990) und 5227 (2002) gehörten zunächst zur historischen Sammlung der „Stichting Veteraan Arnhem“ (SVA), einer landesweit organisierten Stiftung zum Erhalt historischer Omnibusse, bis sich 2018 die eigenständige „Stichting Trolleymaterieel Arnhem“ (STA) gründete.
Bei den Wagen 101 und 139 handelt es sich um von British United Traction (BUT) und dem niederländischen Karosseriebauer Verheul gefertigte Oberleitungsbusse des Typs 9721. Die Elektrik stammt von EEC. Während beide O-Busse auf technischer Ebene nahezu identisch sind, wurde der rund sieben Jahre später gebaute Wagen 139 mit einer modernisierten Karosserie ausgestattet. Diese unterscheidet sich hauptsächlich durch größere Seitenfenster, einen großen Zielfilmkasten und eine markante, nach vorn spitz zulaufende Windschutzscheibe vom Vorgänger. Beide Fahrzeuge sind dunkelblau mit weiß abgesetzten Fenster- und Dachbereich lackiert. Der in Connexxion-Besitz befindliche Wagen 101 ist aktuell regelmäßig in Betrieb, während der STA-Bus in einem sehr schlechten Zustand nicht einsatzfähig abgestellt auf eine zukünftige Aufarbeitung wartet.
Bei O-Bus 128 handelt es sich um einen DAF MB 200 mit einer Standard-Karosserie von Den Oudsten und Kiepe-Elektrik, der über 39 Sitzplätze verfügt. Im Gegensatz zu den älteren Fahrzeugen verfügt der Wagen über Akkus, die eine Notfahrt von rund einem Kilometer ermöglichen. Im historischen Fuhrpark ist 128 der älteste O-Bus im bis heute verwendeten hell- und dunkelblauen Farbschema. Abgesehen davon fällt äußerlich vor allem die veränderte Anordnung der hinteren Tür auf. Nach einem tödlichen Unfall, bei dem ein Fahrgast nach dem Ausstieg unter die hintere Achse eines anfahrenden Busses geriet, ordnete der Rat der Stadt an, künftig nur noch Omnibusse zu beschaffen, deren Ausstiegstür ganz am Heck statt zwischen den Achsen liegt. Aktuell befindet sich der Wagen in Aufarbeitung durch die STA und ist daher nicht betriebsfähig.
Ebenfalls von Den Oudsten stammt der Oberleitungsbus Nummer 158. Die elektrische Ausstattung des Wagens vom Typ B79T KM560 wurde wiederum von Kiepe geliefert. Auch hier befindet sich die Ausstiegstür am Heck. Insgesamt ist der Bus mit 34 Sitzplätzen ausgestattet. Das Fahrzeug ist fahrfähig, derzeit allerdings ebenfalls abgestellt.
Die neusten Sammlungsstücke sind die 1990 und 2002 gebauten Oberleitungsbusse 5180 und 5227, die 2012 und 2021 an die historische Sammlung übergeben wurden.
Des Weiteren befindet sich auch ein historisches Arbeitsfahrzeug im Besitz der Stiftung: Aus Beständen der kanadischen Armee konnten 1945 mehrere Dodge-Kleinbusse übernommen werden. Ein Wagen, mit der Nummer 2 bezeichnet, wurde mit einer Hebebühne ausgestattet und diente fortan dem Fahrleitungsdienst der Straßenbahn als Dienstfahrzeug. Später kam er maßgeblich beim Aufbau des Fahrleitungsnetzes für den O-Bus zum Einsatz. 1955 stattete die Arnhemer Firma Ravenhorst den Wagen mit einer geschlossenen Karosserie aus.
Des Weiteren befindet sich der ehemalige Wagen 11 des Oberleitungsbus Gent in Arnhem.
Bei Unterhalt und Betrieb der historischen Fahrzeuge arbeiten Connexxion und die Arbeitsgruppe der Museumsbus-Stiftung eng zusammen.

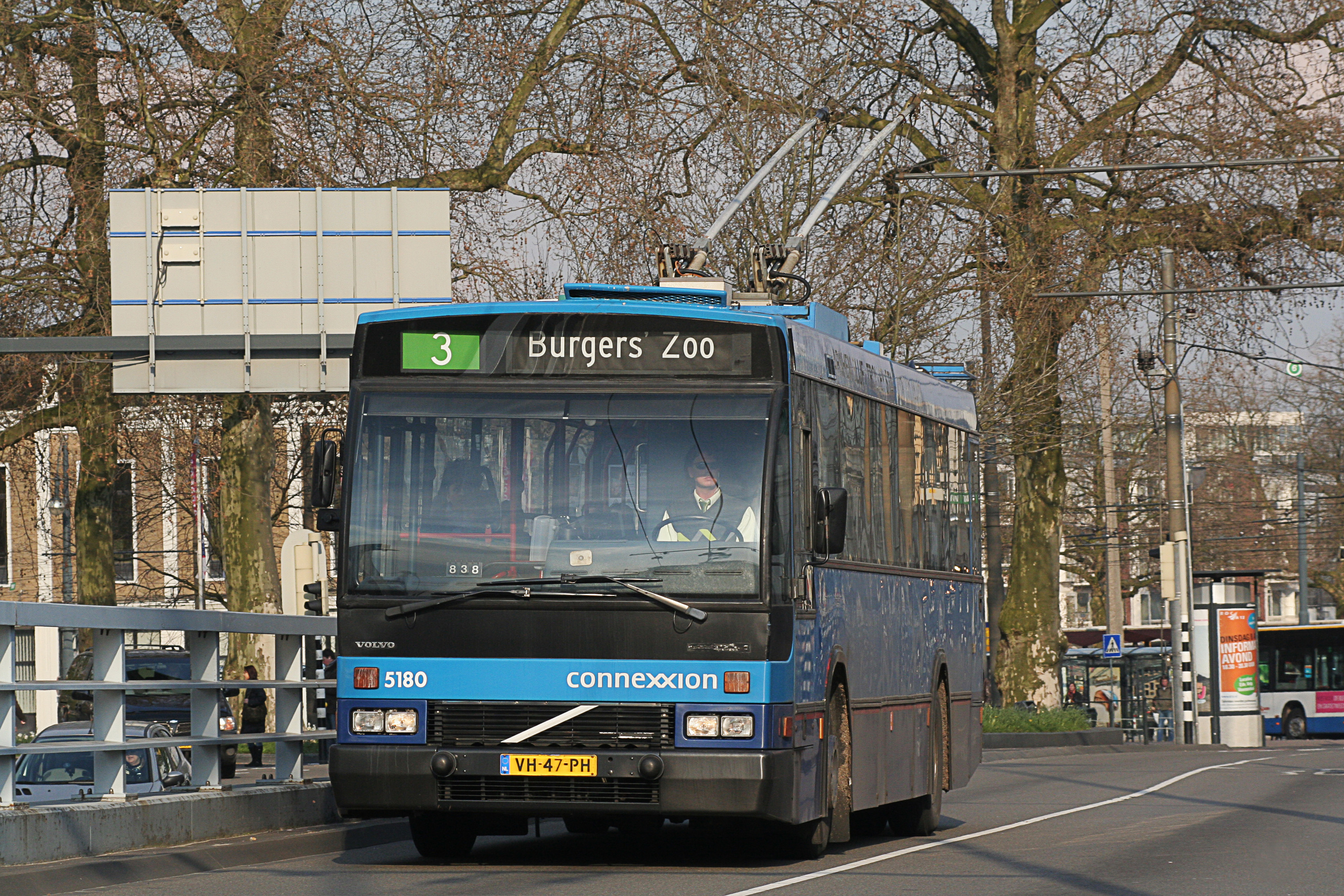
Einer der letzten beiden hochflurigen Volvo-Solowagen im Einsatz auf der Linie 3
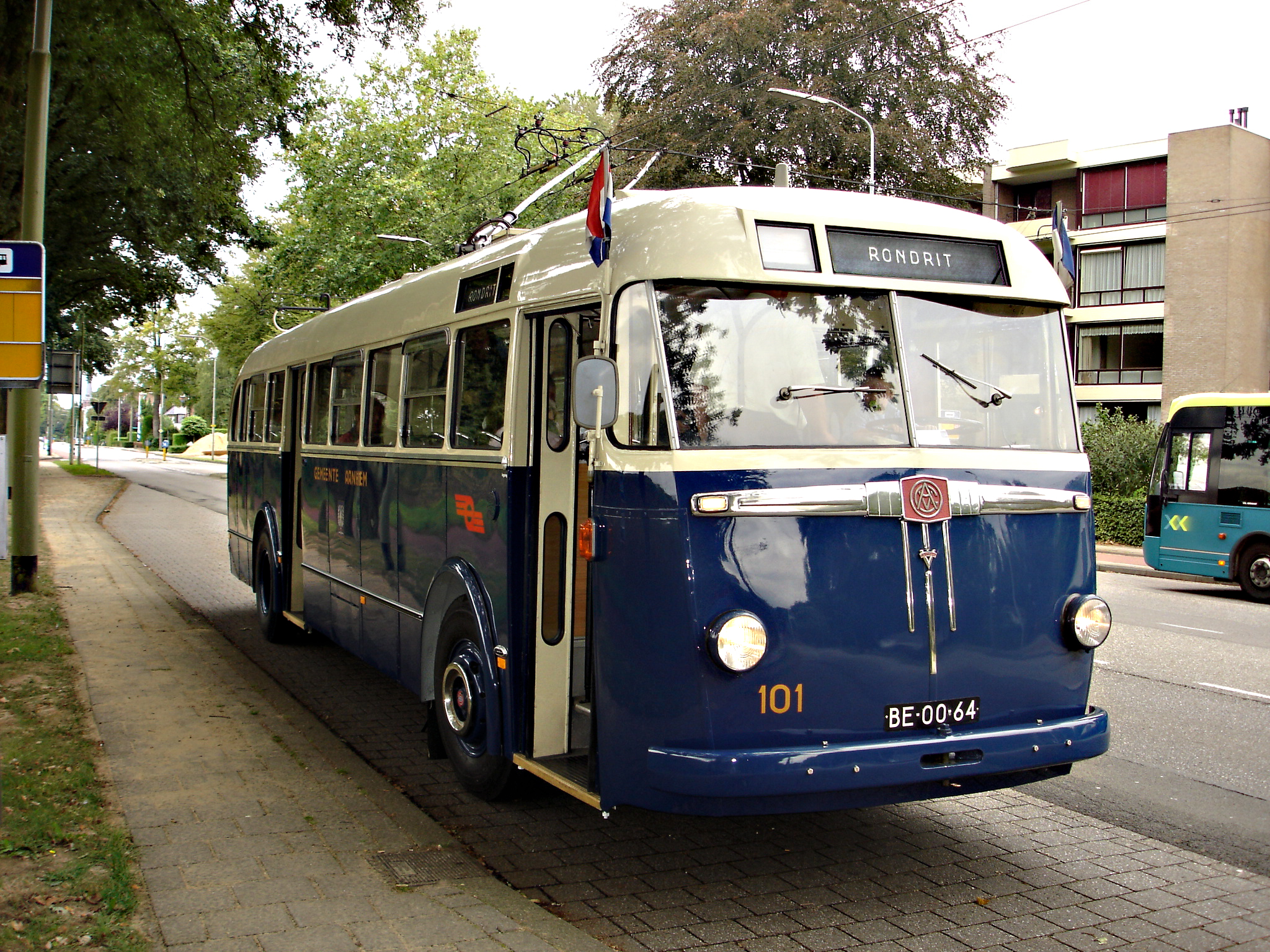
Der historische Wagen 101 war der erste O-Bus in Arnhem. Er steht heute für Sonderfahrten zur Verfügung
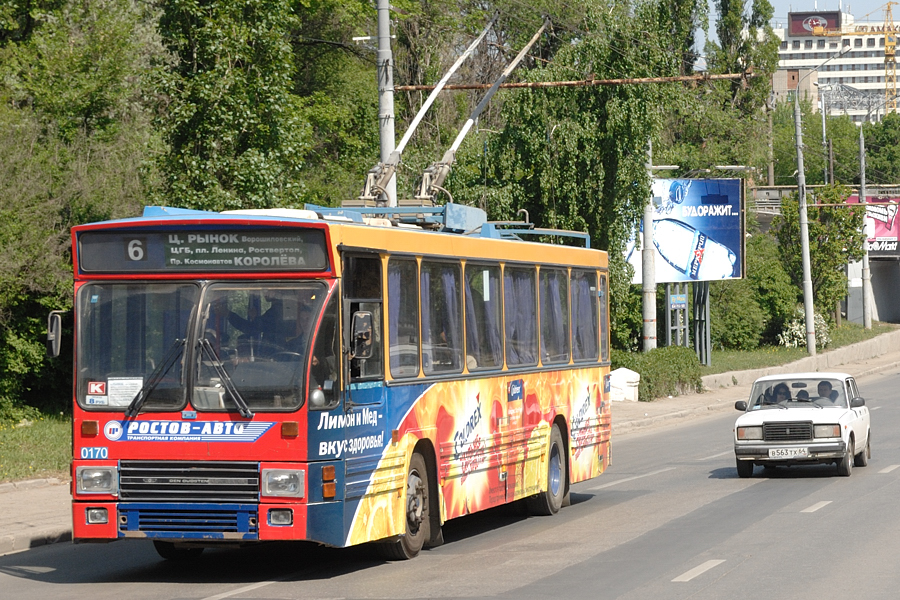
Den Oudsten B79T KM560 0170 im Einsatz in Rostow am Don (2009)
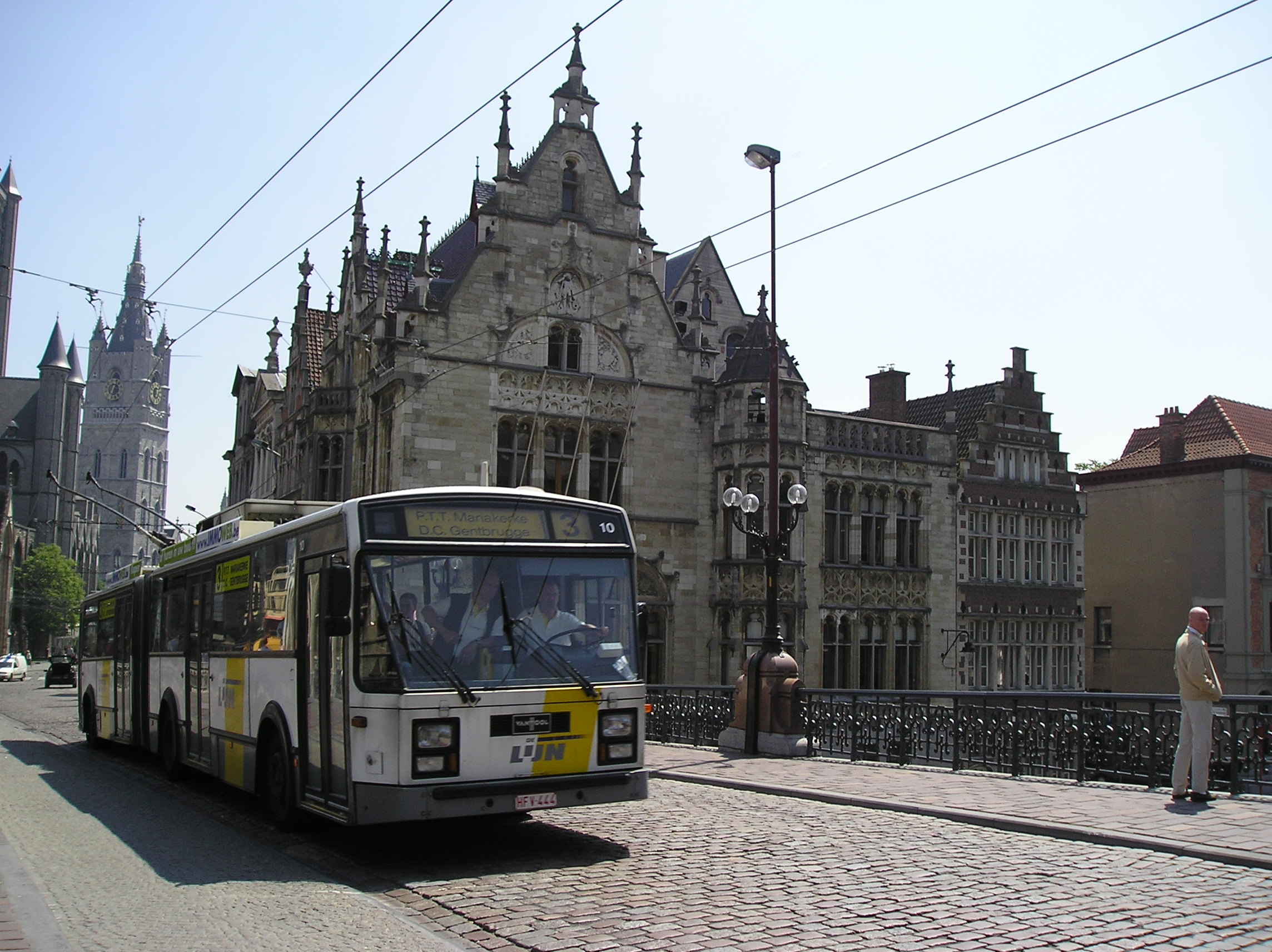
Vier Genter Van Hool AG 280 T kamen zwischen 1996 und 1999 leihweise in Arnhem zum Einsatz, darunter auch der hier in Gent aufgenommene Wagen 10
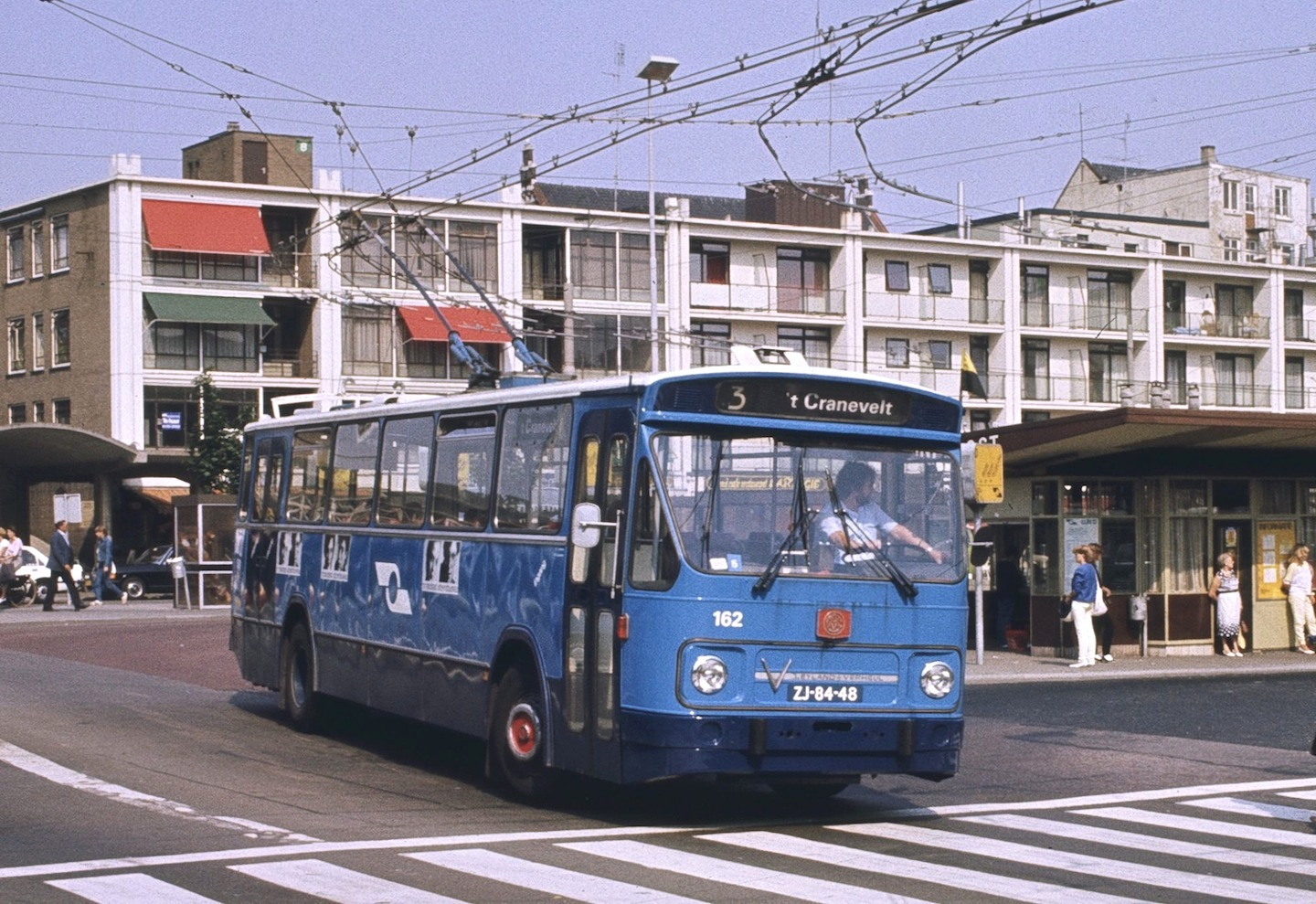
Der Leyland/Verheul 162 am Bahnhof Arnhem (1983)

### Ehemalige Fahrzeuge
Abgesehen von den Museumswagen wurden sämtliche vor 1990 gebauten Fahrzeuge inzwischen ausgemustert. Teilweise wurden sie an die Betriebe in Perm, Rostow am Don und Sarajevo abgegeben, keiner von ihnen befindet sich dort aber noch im Einsatz.
| Nummern   | Anzahl | Hersteller          | Elektrik        | Typ           | Baujahre  | Ausmusterung | Anmerkungen                                                                                       |
| --------- | ------ | ------------------- | --------------- | ------------- | --------- | ------------ | ------------------------------------------------------------------------------------------------- |
| 101–136   | 36     | BUT / Verheul       | EEC             | 9721 T        | 1949–1950 | 1965–1974    | 101 als Museumsfahrzeug erhalten                                                                  |
| 137–143   | 07     | BUT / Verheul       | EEC             | 9721 T        | 1955–1956 | 1969–1976    | 139 als Museumsfahrzeug erhalten                                                                  |
| 151–158   | 08     | Leyland / Verheul   | EEC             | VBW T10       | 1957–1958 | 1979–1984    |                                                                                                   |
| 159–166   | 08     | Leyland / Verheul   | EEC             | LVB 6T        | 1968–1969 | 1984–1985    |                                                                                                   |
| 167–176   | 10     | DAF / Den Oudsten   | Kiepe / EEC     | MB 200        | 1974      | 1990–1996    | später Nummern 121–130, 128 als Museumsfahrzeug erhalten, 121–124, 126 und 129–130 1996 nach Perm |
| 131–134   | 04     | Den Oudsten         | Kiepe           | B79T K560     | 1979      | 1996         | 132–134 1999 nach Perm                                                                            |
| 135–142   | 08     | Den Oudsten         | Kiepe           | B79T K560     | 1982      | 1996         | 135–142 nach Rostow am Don                                                                        |
| 143–161   | 19     | Den Oudsten         | Kiepe           | B79T KM560    | 1984      | 1996–2003    | 144–156, 159 und 161 2001/3 nach Rostow am Don, 158 als Museumsfahrzeug erhalten                  |
| 162–171   | 10     | Den Oudsten         | Kiepe           | B79T KM560    | 1986      | 1998–2001    | 167 und 171 1998 nach Sarajevo, 164, 166, 168 und 170 2001 nach Rostow am Don                     |
| 172–182   | 11     | Volvo / Den Oudsten | Kiepe           | B10M          | 1990      | 2012         | später Nummern 5172–5182, (5)180 als Museumsfahrzeug erhalten                                     |
| 225–228   | 04     | Van Hool            | ACEC            | AG 280 T      | 1987      | 1997–1999    | Gelenkwagen, 1996–1999 als Leihgabe vom Oberleitungsbus Gent                                      |
| 201       | 01     | Van Hool            | Kiepe           | AG 300 TD     | 1993      | 2012         | Gelenkwagen, Duo-Bus, später Nummer 5201                                                          |
| 5202–5209 | 08     | Van Hool            | Kiepe           | AG 300 T      | 1997–1998 | 2013         | Gelenkwagen                                                                                       |
| 5210–5211 | 02     | Berkhof             | Traxis          | Premier AT 18 | 1998      | 2016–2021    | Gelenkwagen                                                                                       |
| 5212–5221 | 10     | Berkhof             | Alstom / Traxis | Premier AT 18 | 2000      | 2016–2021    | Gelenkwagen                                                                                       |
| 5222–5231 | 10     | Berkhof             | Alstom / Traxis | Premier AT 18 | 2002      | 2016–2021    | Gelenkwagen, 5227 als Museumsfahrzeug erhalten                                                    |